# Отава сенаторси
Отава сенаторси (енгл. Ottawa Senators, фр. Sénateurs d'Ottawa) су канадски хокејашки клуб из Отаве. Клуб утакмице као домаћин игра у Кенедијан тајер центру капацитета 19.153 места. Такмиче се у Националној хокејашкој лиги (НХЛ).
Клуб се такмичи у Атлантик дивизији Источне конференције. Боја клуба је црвена, црна, златна и бела.

## Историја
Отава сенаторси су основани 1992. До сада нису освојили ниједан Стенли куп, а најближи су били 2007. године, када су у свом једином Стенли куп финалу поражени од Анахајм дакса у пет утакмица. Једном су били први у Источној конференцији.
У сезони 2002/03. освојили су Председнички трофеј као најбољи клуб у регуларном делу сезоне.

## Трофеји
| Стенли куп           | Првак | 0 | /                                   |
| Источна конференција | Првак | 1 | 2006/07.                            |
| Председнички трофеј  | Првак | 1 | 2002/03.                            |
| Дивизија             | Првак | 4 | 1998/99, 2000/01, 2002/03, 2005/06. |